# The Tyrant's Dream
The Tyrant's Dream è un cortometraggio muto del 1909.

## Produzione
Il film fu prodotto dalla Selig Polyscope Company.

## Distribuzione
Distribuito dalla Selig Polyscope Company, il film - un cortometraggio di 128 metri - uscì nelle sale cinematografiche statunitensi il 7 gennaio 1909. Nelle proiezioni, veniva programmato con il sistema dello split reel, accorpato in un'unica bobina con due altri cortometraggi prodotti dalla Selig, Schooldays e The Tenderfoot.